# Lucas Marques de Oliveira
Lucas Marques de Oliveira (Osasco, 24 maggio 1995) è un calciatore brasiliano, centrocampista del Londrina.

## Caratteristiche tecniche
È un centrocampista centrale.

## Carriera
Cresciuto nelle giovanili dell'Internacional, ha esordito in prima squadra il 23 maggio 2015 in occasione del match di Série A pareggiato 1-1 contro il Vasco da Gama.
Il 30 dicembre 2018 viene acquistato a titolo definitivo dal Santa Clara con cui firma un contratto di due anni e mezzo. Il trasferimento diventerà effettivo a partire dal 1º gennaio 2019.

## Statistiche

### Presenze e reti nei club
Statistiche aggiornate al 30 dicembre 2018.
| Stagione        | Squadra         | Campionato      | Campionato | Campionato | Coppe nazionali | Coppe nazionali | Coppe nazionali | Coppe continentali | Coppe continentali | Coppe continentali | Altre coppe | Altre coppe | Altre coppe | Totale | Totale | Totale |
| Stagione        | Squadra         | Comp            | Pres       | Reti       | Comp            | Pres            | Reti            | Comp               | Pres               | Reti               | Comp        | Pres        | Reti        | Pres   | Reti   |        |
| --------------- | --------------- | --------------- | ---------- | ---------- | --------------- | --------------- | --------------- | ------------------ | ------------------ | ------------------ | ----------- | ----------- | ----------- | ------ | ------ | ------ |
| 2015            | Internacional   | PD/RS+A         | 0+1        | 0          | CB              | 0               | 0               |                    | -                  | -                  |             | -           | -           | 1      | 0      |        |
| 2016            | Lajeadense      | PD/RS           | 7          | 0          | CB              | 0               | 0               |                    | -                  | -                  |             | -           | -           | 7      | 0      |        |
| 2017            | Chapecoense     | PD/SC+A         | 0+15       | 0+3        | CB              | 0               | 0               | CS                 | 4                  | 0                  | PL          | 1           | 0           | 20     | 3      |        |
| 2018            | Vitória         | PD/BA+A         | 5+4        | 0          | CB              | 4               | 0               |                    | -                  | -                  | CDN         | 4           | 0           | 17     | 0      |        |
| 2018            | Figueirense     | PD/SC+B         | 0+3        | 0          | CB              | 0               | 0               |                    | -                  | -                  |             | -           | -           | 3      | 0      |        |
| Totale carriera | Totale carriera | Totale carriera | 35         | 3          |                 | 4               | 0               |                    | 4                  | 0                  |             | 5           | 0           | 48     | 3      |        |